# Sankt Anna kyrka, Östergötland
Sankt Anna kyrka är en kyrkobyggnad i Söderköpings kommun, Hammarkinds härad, Östergötland. Den ligger 30 kilometer sydost om Söderköping.

## Kyrkobyggnaden
Kyrka uppfördes på 1820-talet och har fått sitt namn efter gamla Sankt Anna kyrka, vilken i sin tur helgades åt Anna, Marias moder. Den karakteriseras av stor bredd, stora fönster och tunnvälvt tak med halvrund avslutning i koret. På norra sidan finns sakristian i en utbyggnad. Den motsvaras på södra sidan av 'grevekyrkan' med egen kakelugn och fönsterparti mot kyrkan, allt för de adliges enskilde bekvämlighet.
Kyrkan restaurerades exteriört och interiört 1996. Tornet och fasaderna har gräddvit färg och byggnaden inramas av höga hästkastanjer och ekar. Interiören är ljus och dess akustik är klar och stor, något som gynnar den rika musikverksamheten. Ensembler, instrumentalister och körer, exempelvis Sankt Anna-kören, ger konserter och musikandakter särskilt under sommarsäsongen.

## Historik
Redan under 1700-talets senare del hade man börjat fundera på en ny kyrka. Hos den gamla kyrkan hade förfallet då gått så långt att den ansågs otjänlig som gudstjänstrum. Dessutom hade den blivit för liten på grund av den starka befolkningsökningen. Riksmarskalken Göran Gyllenstierna på Torönsborg upplät tomt till ny en kyrka i närheten av den gamla. På grund av orostider försenades emellertid kyrkbygget. Först under den energiske prästen Johan Brunnius (1765–1828) kom planeringen igång på allvar. En ny ritning togs fram till en större kyrka och när Karl XIV Johan 1817 godkänt denna kunde kyrkobyggandet börja.
Under Torönsborgs ledning körde socknens bönder sten från den gamla kyrkan, vars långskepp bröts ner, så att endast nuvarande låga murar och gaveln blev kvar. Stegeborgs slott fick också släppa till byggnadsmaterial till kyrkan. Pietet och känsla för gamla kulturvärden kännetecknade knappast 1800-talet. Gamla kyrkan såldes 1844 till Torönsborg och de äldsta inventarierna flyttades till nya kyrkan. Bygget pågick mellan 1819 och 1821. Kostnaderna för kyrkbygget blev 14 530 riksdaler, alla dagsverken och gåvor oräknade.
En kyrkorgel inrymdes inte i budgeten. Det tog tio år av insamlingsverksamhet innan den kände orgelbyggaren Per Zacharias Strand (1797–1844) kunde börja bygga orgeln. Den invigdes vid Kyndelsmäss 1832. Då den nuvarande orgeln byggdes 1967 av Richard Jacoby, användes stora delar av pipmaterialet från strandorgeln. Den har 18 orgelstämmor och stor, vacker klang i klass med stora orgelverk, väl lämpad för solistframträdanden. I kyrkan finns också en kororgel om fyra stämmor, byggd av Åkerman & Lund 1980.

## Inventarier

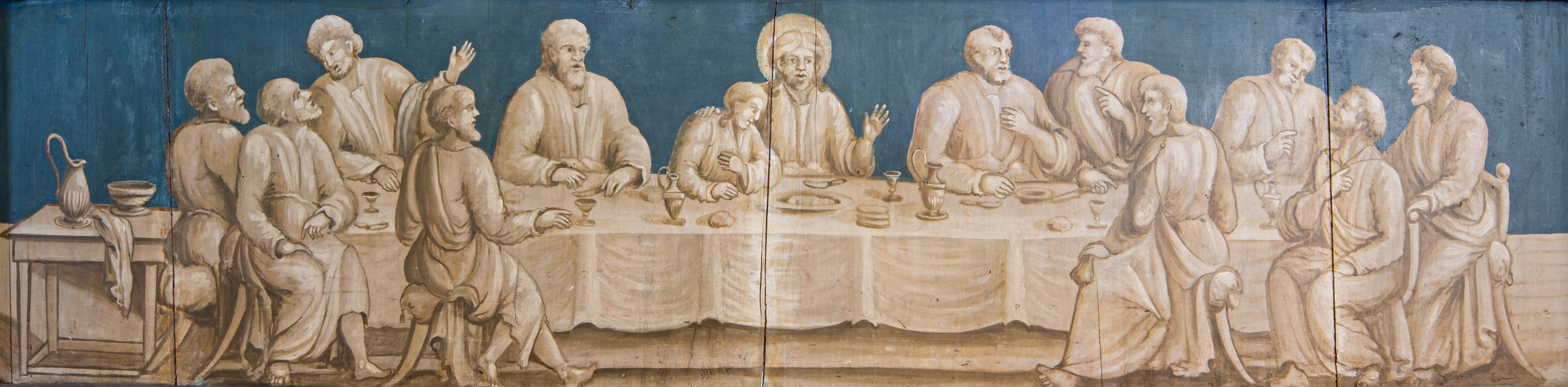
Målning på altarringen

- Triptyk vid södra långhusväggen med inskrift anno Dom 1590, visar scener kring Jesu lidande och död. Mittpartiet återger Jesu korsfästelse och sidorna korsbärandet respektive uppståndelsen. Konstnären är okänd, men den tredelade tavlan har spårats till Stegeborgs slott.
- Målning från senmedeltiden med Sten Sture den yngre (1492/1493-1520) och hans maka Christina Gyllenstierna knäböjande mot varandra. Tavlan har årtalet 1512 och är en kopia av ett av motiven i altartavlan i Västerås domkyrka, skänkt av Sten Sture den yngre. Under lång tid var tavlan på avvägar innan den återfanns på ett sörmländskt gods och återfördes. Den hänger nu i 'grevekyrkan'.
- Altartavlan, målad 1805 av Pehr Hörberg, visar de vise männens tillbedjan av Jesusbarnet i Betlehem. Motivet är delvis en kopia efter den nederländske mästaren Peter Paul Rubens (1577–1640).
- Altarringen har sin förebild bland annat i Sankt Lars kyrka, Linköping, och den skicklige målaråldermannen Bengt Frökenberg (1776-1845) har dekorerat den med en rad scener ur Passionshistorien.
- Nattvardssilvret består av en rund dopskål, två kalkar, oblataskar och vinkannor. Det är vackra pjäser från 1600- och 1800-talen, ibland utlånade till större utställningar.
- Rikt dekorerad brudkrona från 1600-talet. Den är tung och präktig och fick endast bäras av kronbrudar.
- Ett flertal målningar av Gustaf Leonard Lundqvist (född 1827), en av församlingens kyrkoherdar, bland andra den stora målningen i vapenhuset, Jesus vid Gennesarets sjö. Lundqvist har målat åtskilliga altartavlor i östgöta- och smålandskyrkor.
- Ett golvur, tillverkat av urmakare Samelius i församlingen, står på kyrkans södra sida. En replik finns i Skällviks kyrka. Bägge uren är skänkta av den mest namnkunnige av församlingens präster, prosten Jacob Berggren (1790–1887), berömd orientalist och palestinafarare. Han behärskade många språk, publicerade ett stort antal vetenskapliga verk och kallades flera gånger till professurer i orientaliska språk i Sverige och utlandet.
- Votivskeppet, segelslupen Gottfrid, är det yngsta av kyrkans dyrgripar, byggd och skänkt av den siste segelskepparen, Olof Eklund på Lagnö[förtydliga] 1968. Dess vackra, harmoniska form överensstämmer med den tidiga medeltidens segelskepp.

## Orglar

### Läktarorgel
- 1832 Pehr Zacharias Strand, Stockholm, bygger den första piporgeln i nuvarande kyrkan. Den erhåller 15 orgelstämmor på en manual och pedal.
- 1923 J. A. Lund, Linköping, bygger om orgeln till 23 stämmor fördelade på två manualer och pedal.
- 1944 ombyggnad av Västerlund, Norrköping.
- 1967 Richard Jacoby, Stockholm, bygger en mekanisk en 2-manualig orgel med 17 orgelstämmor, varav elva från strandorgeln, och med förberedd plats för tre framtida tungstämmor.

Disposition:
| Huvudverk                  | Svällverk               | Pedal               | Koppel |  |
| Principal 16' (1832)       | Gedackt 8' (1967)       | Subbas 16' (1832)   | II/I   |  |
| Principal 8' (1832, fasad) | Fugara 8' (1832)        | Violon 16' (1832)   | I/P    |  |
| Flagflöjt 8' (1832)        | Principal 4' (1967)     | Oktava 4' (1832)    | II/P   |  |
| Oktava 4' (1832)           | Rörflöjt 4' (1967)      | Plats för Basun 16' |        |  |
| Flöjt 4' (1967)            | Waldflöjt 2' (1967)     |                     |        |  |
| Kvinta 2 2/3' (1832)       | Scharf III ch. (1967)   |                     |        |  |
| Oktava 2' (1832)           | Plats för Vox humana 8' |                     |        |  |
| Mixtur III-IV ch. (1832)   | Tremulant               |                     |        |  |
| Plats för Trumpet 8'       | Crescendosvällare       |                     |        |  |

### Kororgel
I kyrkan finns en mekanisk kistorgel om 4 stämmor levererad 1980 av Åkerman & Lund, Knivsta. Den är tempererad enligt Kirnberger III.
Disposition:
| Manual C-d³ |
| Gedackt 8'  |
| Flöjt 4'    |
| Sedecima 1' |
| Regal 8'    |